# Schloss Heretsham

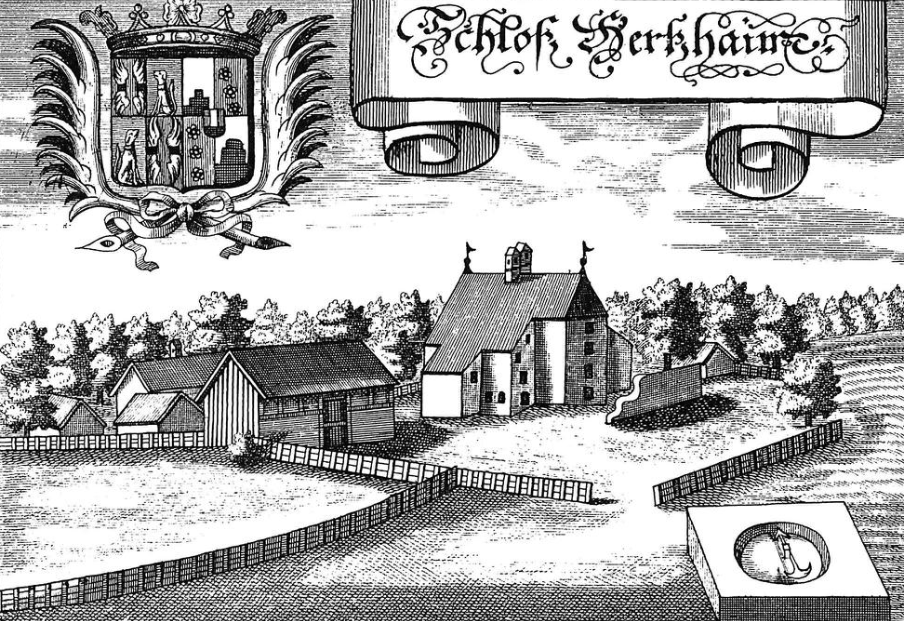
Schloss Heretsham, Stich von Michael Wening

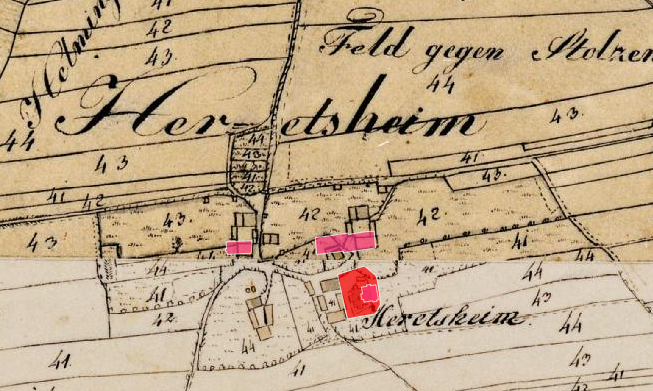
Lageplan von Schloss Heretsham auf dem Urkataster von Bayern

Schloss Heretsham ist ein abgegangenes Schloss in Heretsham in  der Gemeinde Kienberg im oberbayerischen Landkreis Traunstein. Die Anlage wird als Bodendenkmal unter der Aktennummer D-1-7940-0057 im Bayernatlas als „abgegangenes Schloss des späten Mittelalters und der frühen Neuzeit ("Sitz Heretsham")“ geführt. 

## Geschichte
In dem Weiler hatte wohl ab dem frühen 14. Jahrhundert das Rittergeschlecht der Heroltsheimer (Herzhaimer) seinen Sitz. Das im frühen 16. Jahrhundert erbaute Schloss wurde 1883 abgebrochen. An der Stelle befindet sich ein schlossartiges Wohnhaus mit Halbwalmdach, erbaut zwischen 1926 und 1930, mit einer Rotmarmor-Inschriftplatte aus der Zeit um 1520 über dem Eingang sowie einer weiteren Wappentafel von 1511 im Eingangsvorbau.

## Baudenkmäler
Siehe: Liste der Baudenkmäler in Heretsham